# Eduskunta
Eduskunta (fin. Eduskunta, šved. Riksdag) je jednodomno narodno predstavništvo Finske. Ima 200 poslanika i zaseda u zgradi Parlamenta (Eduskuntatalo; Riksdagshuset) u Helsinkiju.

## Ustav
Po Ustavu Finske, 200 poslanika imaju vrhovnu zakonodavnu vlast. Narod ostvaruje svoju suverenost preko poslanika. Parlament donosi zakone, budžet, ratifikuje međunarodne sporazume, i kontroliše rad Državnog saveta (vlade). On može izmeniti Ustav, iznuditi ostavku Državnom savetu, poništiti veto predsednika; a njegove odluke nisu podložen sudskoj kontroli. Inicijativu za donošenje zakona može dati i Državni savet, ili pojedini poslanik. Za promenu Ustava potrebno su dva glasanja u Parlamentu tako da se Parlament raspušta i ponovo bira, sa jednim opštim izborima u međuvemenu (dakle 2 sukcesivna izborna perioda).
Poslanici imaju poslanički imunitet: bez odobrenja Parlamenta ne mogu biti gonjeni za bilo šta što izreknu na zasedanju Parlamenta, a ni uhapšeni ili pritvoreni osim za neka ozbiljna krivična dela. 

## Parlamentarni izbori
200 poslanika se bira neposrednim tajnim glasanjem, po proporcionalnom sistemu. Mandat im traje 4 godine, a izbori (redovni) se održavaju treće nedelje u martu. 
Svaki državljanin stariji od 18 godina, koji se registruje za glasanje do dana izbora, ima pravo da glasa, a osim izuzetaka (vojno osoblje i sudije) ima pravo i da se kandiduje. Kandidate kandiduju stranke (na stranačkim referendumima) ili izborne organizacije. 
Postoji 16 izbornih jedinica. Broj poslanika koji se bira, zavisi od broja stanovnika izborne jedinice. Olandska Ostrva su izuzetak, jer imaju uvek jednog predstavnika. Uprava provincija imenuje biračke odbore, koji potrvrđuju kandidature, a nakon glasanja i razultat glasanja. U poslednjoj instanci o pitanjima izbora odlučuje Ministarstvo pravde. 
Raspored mandata vrši se raspodelom putem najvećeg izbornog količnika tzv. d'Hondtov metod). Ne postoji izborni cenzus, koji lista kandidata traba da pređe kako bi ušla u raspodelu mandata. 
Mogući su vanredni izbori, koje raspisuje Parlament, na predlog premijera (koji se mora prethodno konsultovati sa parlamentarnim grupama) i to je moguće samo u toku zasedanja Parlamenta.

## Formiranje Vlade
Predsednik Republike konsultuje predsednika Parlamenta i predstavnike parlamentarnih grupa o sastavu Državnog saveta (vlada). Po Ustavu, Eduskunta bira predsednika Vlade, koga predsednik Republike zatim postavlja. Ostale ministre imenuje predsednik Republike na predlog predsednika Vlade. 
Pre izbora predsednika Vlade, grupe u Parlamentu pregovaraju o političkom programu i sastavu Vlade. Na osnovu tih pregovaora i nakon pomenutih konsultacija predsednik imenuje kandidata koji postaje Preedsednik Vlade ukoliko dobije većinu glasova u Eduskunti.

## Zasedanja
Godišnja zasedanja Parlamenta uobičajeno počinju u februaru, i imaju dva zasedanja od januara do juna i od septembra do decembra. Na početku godišnje sednice, lideri strananka i posebni gosti, prisustvju posebnom bogosluženju u Katedrali u Helsinkiju, pre nego se nastavi ceremonija u zgradi Parlamenta, gde predsednik otvara zasedanje. 
Prvog dana svake godišnje sednice, Eduskunta, među svojim članovima, bira Predsedavajućeg sednice i njegova dva zamenika. Do izbora predsedavajućeg, sednicom predseda najstariji poslanik. Predsedavajući i zamenici polažu sledeću zakletvu pred Parlamentom;
"Ja,..., potvrđujem da ću tokom svog mandata kao predsedavajući, svim svojim mogućnostima braniti prava naroda, Parlament i Vladu Finske, u skladu sa Ustavom."
Na svakoj godišnjoj sednici Parlament bira poslanike koji će predstavljati Finsku u Nordijskom Savetu i u Savetu Evrope.

## Vladajuća većina
Proporcionalni sistem, inače, a pogotovu ukoliko se kao u Finskoj, primeni bez cenzusa, formira razuđenu političku scenu sa većim brojem stranaka, što oped dovodi do koalicionih Vlada.
Poslednji parlamentarni izbori održani su 17. aprila 2011. godine. Vladu je formiralo šest stranaka, Nacionalna koalicija, Socijaldemokratska partija Finske, Leva alijansa, Zelena liga, Švedska narodna partija Finske i Hrišćanske demokrate Finske, formirajući parlamentarnu većinu od 126 poslanika uz podršku predstavnika Olandskih ostrva.
| Странка | Број гласова | Проценат гласова | Број представника |
| ------- | ------------ | ---------------- | ----------------- |

| Парламентарне странке |

| Национална коалиција              | 599.138 (-17.703)  | 20,4% | 44 (-6)  |
| Социјалдемократска партија Финске | 561.558 (-32.636)  | 19,1% | 42 (-3)  |
| Истински Финци                    | 560.075 (+447.819) | 19,1% | 39 (+34) |
| Финска партија центра             | 463.266 (-177.162) | 15,8% | 35 (-16) |
| Лева Алијанса                     | 239.039 (-5.257)   | 8,1%  | 14 (-3)  |
| Зелена лига                       | 213.172 (-21.257)  | 7,3%  | 10 (-3)  |
| Шведска народна партија Финске    | 125.785 (-735)     | 4,3%  | 9 (/)    |
| Хришћанске демократе Финске       | 118.453 (-16.337)  | 4,0%  | 6 (-1)   |
| Представник Оландских острва      | 8.546 (-1.015)     | 0,3%  | 1 (/)    |

| Странке испод цензуса |

| Пиратска партија              | 15.103 (+15.103) | 0,5% |
| Комунистичка партија Финске   | 9.232 (-9.045)   | 0,3% |
| Промена 2011                  | 7.504 (+7.504)   | 0,3% |
| Партија слободе               | 4.285 (+4.285)   | 0,1% |
| Партија независности          | 3.236 (-2.305)   | 0,1% |
| Сениорска партија Финске      | 3.195 (-13.520)  | 0,1% |
| Финска радничка партија       | 1,857 (+93)      | 0,1% |
| Комунистичка радничка партија | (1.575) (-432)   | 0,1% |
| За сиромашне                  | 1.335 (-1.186)   | 0,1% |

## Spoljašnje veze
- Parliament of Finland Službena stranica Parlamenta Finske
- Istorija finskog parlamenta (језик: енглески)